# Gliese 221
Gliese 221 eller BD-06 1339 är en ensam stjärna belägen i den södra delen av stjärnbilden Orion. Den har en skenbar magnitud av ca 9,70 och kräver ett teleskop för att kunna observeras. Baserat på parallax enligt Gaia Data Release 3 på ca 49,25 mas, beräknas den befinna sig på ett avstånd på ca 66,2 ljusår (20,3 parsek) från solen. Den rör sig bort från solen med en heliocentrisk radialhastighet på ca 23 km/s. Stjärnan har en hög egenrörelse och rör sig över himmelssfären med en vinkelhastighet av 0,333 bågsekund per år.

## Egenskaper
Gliese 221 är en röd till orange stjärna i huvudserien av spektralklass K7 V/M0 V. Den har en massa som är lika med ca 0,72 solmassa, en radie som är ca 0,61 solradie och utsänder energi från dess fotosfär motsvarande ca 0,1 gånger solen vid en effektiv temperatur av ca 4 300 K. Den är en aktiv stjärna och nivån av kromosfärisk aktivitet har visat sig variera avsevärt över tiden.

## Planetsystem
Från 2003 till 2012 var stjärnan under observation av High Accuracy Radial Velocity Planet Searcher (HARPS). Den blev mindre aktiv och denna minskade aktivitet gjorde det möjligt att göra mätningar av exoplaneter med lägre massa.
En super-Venus exoplanet, och en excentrisk Neptunus/Saturnus i den beboeliga zonen, härleddes från radiell hastighet i januari 2013. De bekräftades i maj 2013. I januari 2014 föreslogs en kandidatplanet d.
Planeten Gliese 221b passerar inte över moderstjärnans skiva, och dess existens ifrågasattes 2022.
| Planet         | Massa               | Halv storaxel (AE) | Siderisk omloppstid (d) | Excentricitet | Inklination | Radie |
| -------------- | ------------------- | ------------------ | ----------------------- | ------------- | ----------- | ----- |
| b (ifrågasatt) | >8,5806 ± 1,2712 M🜨 | 0,0428 ± 0,0007    | 3,2728 ± 0,0004         | –             | –           | –     |
| c              | >54,026 ± 9,534 M🜨  | 0,435 ± 0,007      | 125,94 ± 0,44           | 0,31 ± 0,11   | –           | –     |
| d (obekräftad) | 22,246 M🜨           | 1,0947             | 500                     | –             | –           | –     |